# Guriezo
Guriezo är en kommun i Spanien. Den ligger i den autonoma regionen Kantabrien i norra delen av landet, 300 km norr om huvudstaden Madrid. Antalet invånare är 2 458 (2024). Arean är 79,51 kvadratkilometer. Guriezo gränsar till Castro-Urdiales, Turtzioz / Trucios, Rasines, Ampuero och Liendo. 